# Château d'Eutin
Le château d'Eutin (Eutiner Schloß) est situé à Eutin, commune de l'arrondissement du Holstein de l'Est, dans le nord de Allemagne.
Ce château est un des plus remarquables du Land de Schleswig-Holstein, aux côtés de ceux de Gottorf et de Glusksbourg.

## Description
Le château est proche du centre-ville d'Eutin (à 300 mètres de la place du Marché), à 40 km au nord de Lübeck et 40 km au sud-ouest d'Oldenbourg en Holstein.
Il est entouré d'un vaste parc ouvrant sur le lac (Grosser Eutiner See), face à l'île des Faisans (de) (Fasaneninsel).

## Histoire

### Moyen Âge: le château des évêques de Lübeck
Nommé évêque d'Oldenbourg (de) en 1155, Gerold d'Oldenbourg, issu de l'entourage du duc de Saxe Henri le Lion, préfère s'installer à Eutin où il fait construire une résidence rurale. Vers 1160, il fait transférer le siège épiscopal à Lübeck où est construite une cathédrale. La résidence d'Eutin est donc à mi-chemin entre les deux villes. Gerold meurt en 1163.
En 1180, à la suite de la déposition de Henri le Lion par l'empereur, l'évêque de Lübeck devient vassal immédiat de l'empereur, devenant ainsi prince-évêque.
Les successeurs de Gerold conservent et agrandissent la demeure d'Eutin, notamment en raison des conflits qui les opposent aux habitants de Lübeck, qui luttent pour obtenir leur autonomie communale.
Une chapelle est créée à la fin du XIIIe siècle et au XIVe siècle, l'évêque Burkhard von Serkem (de) la développe en la dotant de douves, en faisant un château fort, dont certains éléments sont encore présents dans l'édifice actuel.

### Époque moderne: la maison de Holstein-Gottorp
Passée au luthéranisme en 1535, la principauté épiscopale de Lübeck tombe en 1586 aux mains de la maison de Holstein-Gottorp, qui devient donc possesseur du château d'Eutin.

#### Construction de l'édifice actuel
Le château actuel à quatre corps de bâtiment est bâti à la place de ce château fort au début des Temps modernes.

#### Une rencontre d'avenir (1739)
C'est là qu'en 1739, Karl Peter Ulrich de Holstein-Gottorp (1728-1762), fils de Charles-Frédéric de Holstein-Gottorp et d'Anna Petrovna (1708-1728), fille de Pierre le Grand, rencontre pour la première fois sa cousine (issue de germains) Sophie Frédérique Augusta d'Anhalt-Zerbst (1729-1796).
À la suite de manœuvres de la mère de Sophie (Jeanne-Élisabeth de Holstein-Gottorp) et de la tante de Peter (l'impératrice Élisabeth Ire), ils se marient en 1745 après qu'elle a été rebaptisée Catherine. En janvier 1762, il devient Pierre III, empereur de Russie ; en juillet 1762, elle le fait incarcérer et devient impératrice sous le nom de Catherine II.

### Époque contemporaine

#### Période des guerres mondiales
Après la révolution allemande de 1918-1919 et l'instauration de la république, le château cesse d'être la résidence officielle de la famille ducale et devient un musée.
Pendant la Seconde Guerre mondiale, ses collections sont mises à l'abri.
À la fin de la guerre, il sert de refuge à des milliers de personnes déplacées originaires des provinces allemandes situées à l'est de l'Oder (Province de Prusse-Occidentale, Province de Prusse-Orientale, zones de Dantzig et de Memel, annexées par l'URSS ou la Pologne).
Les conditions d'hygiène sont catastrophiques. Quatre-vingt-dix personnes sont hébergées dans la salle des Chevaliers. Les réfugiés sont obligés de faire la cuisine dans des conditions sanitaires précaire dans les pièces du château, ce qui provoque des dommages.

#### L'après-guerre: des années 1950 aux années 1990
Dans les années 1950, le château est divisé en logements familiaux[pas clair]. Il est restauré en 1957. Le duc Adolphe-Frédéric de Mecklembourg (1873-1969), ancien explorateur et gouverneur du Togo, y détient un appartement jusqu'à sa mort en 1969.
En 1972, le film Cabaret avec Liza Minnelli y est tourné.
De nouveaux travaux de restauration ont lieu dans les années 1980.
En 1992, les descendants de la famille ducale créent une fondation afin de financer la restauration et de mieux gérer le domaine.

#### Situation actuelle: un musée
Le musée rouvre en 1997, la salle des chevaliers en 2006. Le château est ouvert au public en été et un festival de musique a lieu chaque été dans le parc.
Il présente une collection remarquable d'objets et de meubles de l'époque baroque à l'époque classique, en particulier des présents de la famille impériale de Russie.

## Galerie

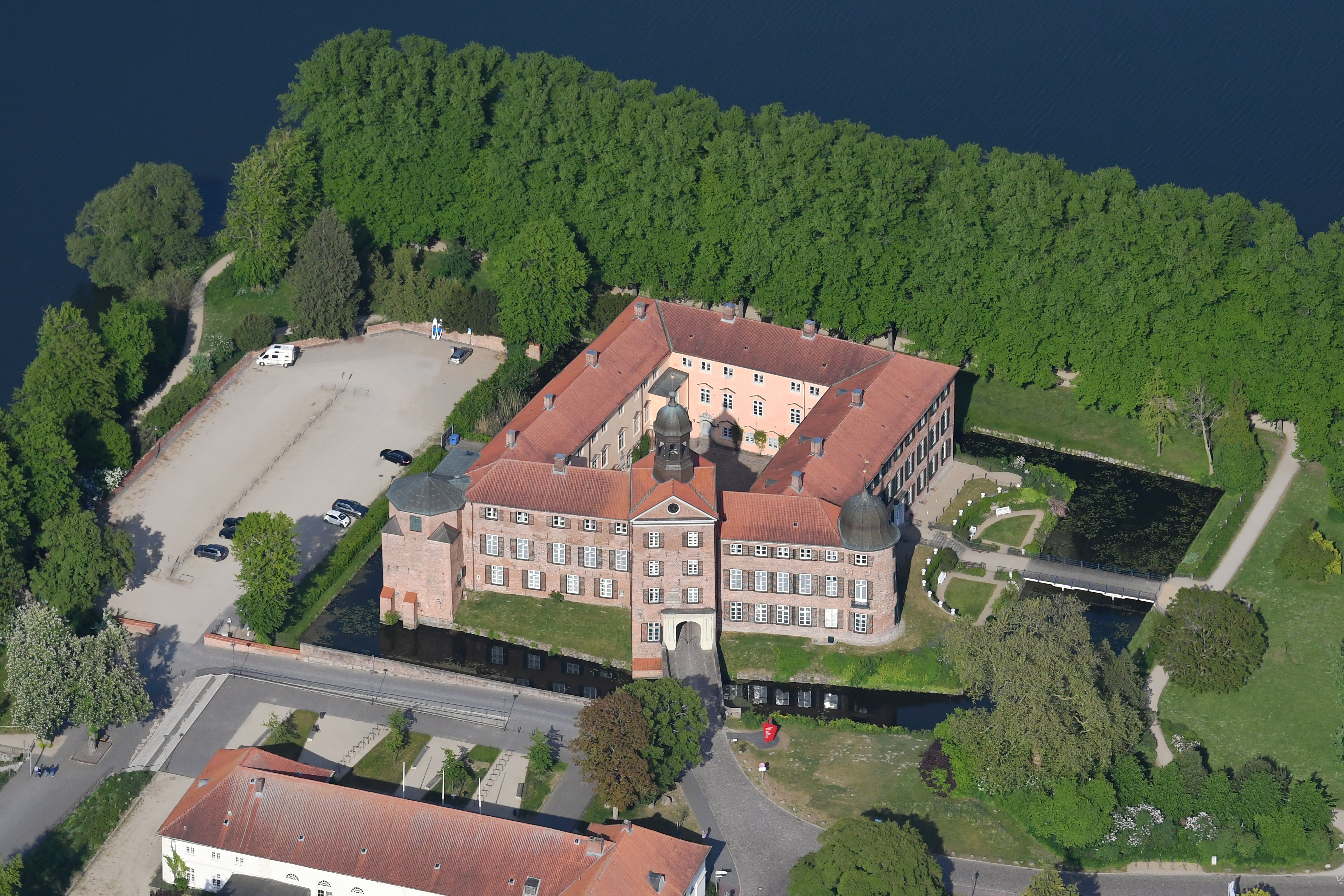
Vue aérienne
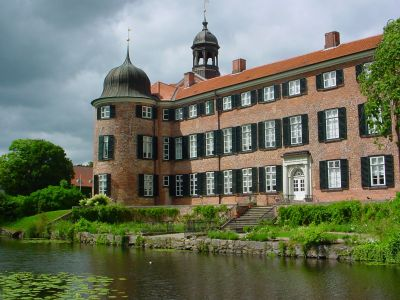
Façade sud
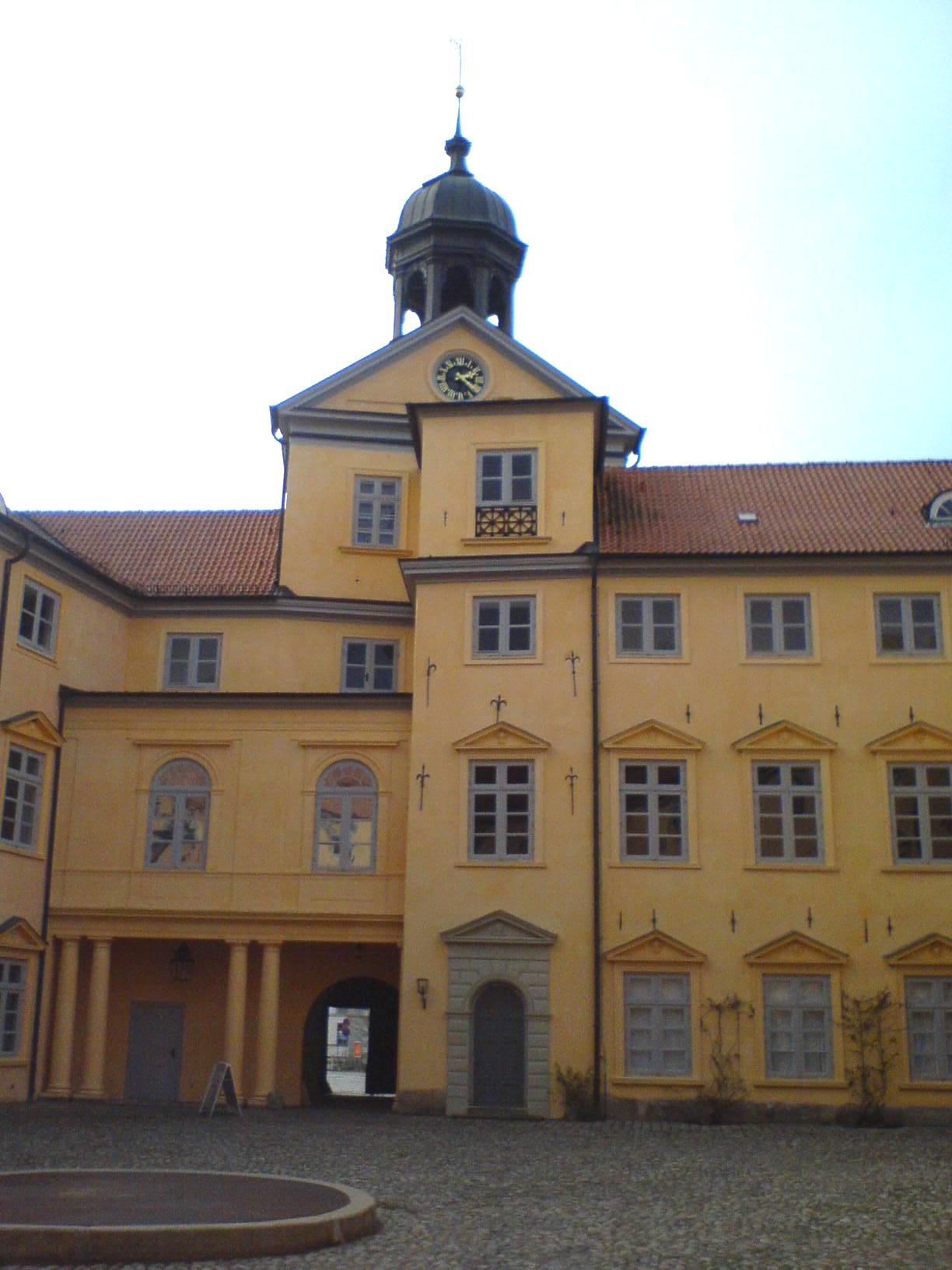
Cour du château et vue de l'aile ouest
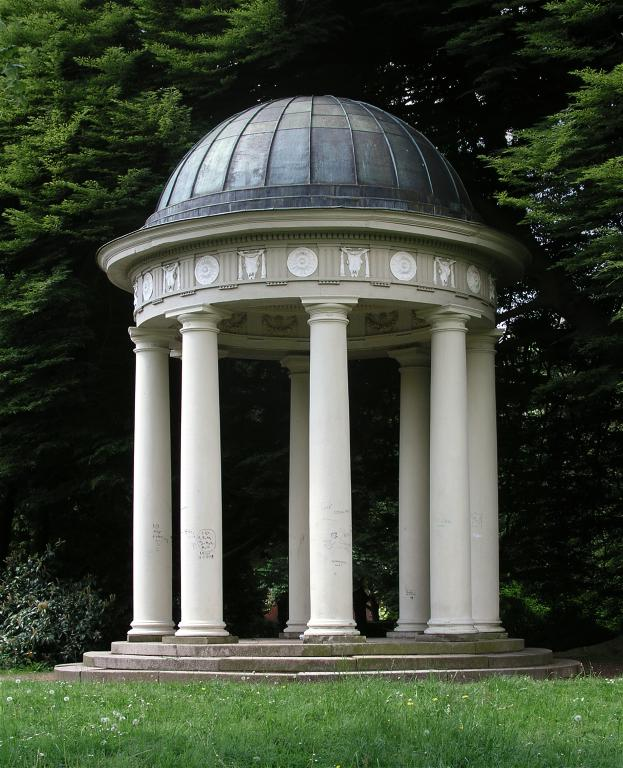
Gloriette dite de Monopteros dans le parc